# パガーニ・ウトピア
ウトピア（Utopia）はイタリアのパガーニ・アウトモビリが2022年に発表したハイパーカーである。

## 概要
ウアイラの後継機として発表された。プロジェクトネーム「C10」（ゾンダはC8、ウアイラはC9）として開発が進められ、2022年9月12日に発表された。発表時点で全世界限定99台の完売が報じられている。
ハイブリッド化や電動化など、現代のハイパーカー市場でトレンドとなっている要素をあえて採用せず、軽量化とドライビングプレジャーを重視した純エンジン車として開発された。内外装についても流行に左右されることなく、時代を超えたタイムレスかつシンプルなデザインが追求されている。
車名は「理想郷」（ユートピア）に由来し「パガーニの理念を具現化したモデル」との意味で命名された。

## デザイン
エクステリアはゾンダおよびウアイラの要素を受け継ぎつつ、丸みを帯びたソフトな印象で仕上げられ、スクーター「ベスパ」のヘッドライトやスピードボート「リーバ」の部品など、1950年代のものに着想を得たディテールが細部に取り入れられている。追加の空力デバイスをほとんど持たない代わりに、ボディ自体のデザインによってダウンフォースの向上と空気抵抗の低減が図られている。ドアはシザーズドアを採用。
エキゾーストはゾンダ以来の伝統であるセンター4本出しマフラーを採用。素材にはセラミックコーティングが施されたチタンを用いて軽量化を図っている。
インテリアではメーターパネル中央の1か所を除いて液晶スクリーンを廃し、メーター本体もアナログ式となっている。ステアリング・ホイールはスポークや中空構造のリム、ステアリングコラム、ボスに至るまですべてアルミの無垢材で作られており、ペダルも金属のブロックから作られている。シフトレバーの基部は透明なスケルトンタイプとなっている。

## メカニズム
メルセデスAMG製の6.0 L V型12気筒ツインターボエンジンをリアミッドシップに搭載する。トランスミッションはエクストラック製で、7速MTと7速シーケンシャル（AMT）から選択可能。パガーニにおけるMTの設定はゾンダ以来となる。
シャーシはそれまでのパガーニ車と同様にカーボン製を採用。基本となるモノコックには、カーボンとチタンを組み合わせた複合材料「カーボチタニウム」や「カーボトライアックス」を用いて高剛性化を図り、前後はクロムモリブデン鋼のチューブラーサブフレームで構成されている。車重は1,280 kg。
サスペンションはダブルウィッシュボーン式に電子制御式ダンパーの組み合わせ。タイヤはピレリ製で、サイズはフロント265/35R21、リア325/30R22。